# Ивашкевич, Александр Георгиевич
Алекса́ндр Гео́ргиевич Ивашке́вич (эст. Aleksandr Ivaškevitš; род. 27 апреля 1960, Тбилиси, Грузинская ССР, СССР) — актёр театра и кино, профессиональный танцор степа, хореограф, фотохудожник. С 1985 года состоит в труппе Русского театра Эстонии (с 10 июня 2025 года — театр «Сюдалинна»), один из ведущих актёров театра.

## Биография
Родился в Тбилиси 27 апреля 1960 года в семье военного, после развода родителей в семилетнем возрасте с матерью переехал в Харьков. Занимался сценической пластикой, фехтованием, акробатикой, карате. В 1977 году окончил в Харькове среднюю школу. Получив актёрское образование, недолго работал в театрах Харькова, в Лиепае и Калининграде, в 1985 году вошёл в труппу Государственного русского драматического театра Эстонской ССР в Таллине. 
Пять лет пел в хоре Александро-Невского собора. 
В 1988 году стал заниматься степом. С 1995 года также преподавал сценическое движение, танец и фехтование в Русской театральной студии, Школе исполнительских искусств Эстонской академии музыки и театра и Таллинском университете, а также ставил танцы для спектаклей. 
Работает только на русском языке. В эстонских театрах работал как хореограф, ставил сценическое движение.
Член Театрального союза Эстонии с 1987 года, член Союза актёров Эстонии с 1994 года. 

### Образование
- 1978—1982 — Харьковский художественный институт, Харьков (актёр театра и кино);
- 1993 — Танцевальный центр «Woodpeckers», Нью-Йорк;
- 1996—1997 — Бродвейский танцевальный центр (American Tap Dance Orchestra), Нью-Йорк[2][3].

### Работа в театре
- 1980—1982 — Харьковский русский драматический театр имени А. С. Пушкина, Харьков.
- 1982—1983 — Харьковский украинский драматический театр, Харьков.
- 1983—1984 — Драматический театр Балтийского флота, Лиепая.
- 1984—1985 — Калининградский областной драматический театр, Калининград.
- с 1985 года — Русский театр Эстонии, Таллин[6].

## Творчество

### Роли в театре

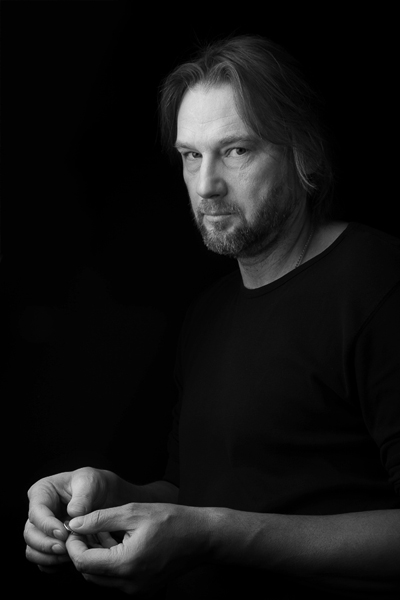
Александр Ивашкевич
(фото: Дарья Воронцова, 2011 г.)

- 1986 — «Сон в летнюю ночь» Уильяма Шекспира — Оберон, Лизандр
- 1987 — «Ловушка № 46, рост 2» Юрия Щекочихина — Чиж
- 1988 — «Свалка» А. А. Дударева — Афган и Бригадист
- 1989 — «Прикосновения и слияния» по пьесе Пьера Карле де Мариво «Спор»
- 1991 — «Чао, Руди» (мюзикл) П. Гаринеи и С. Джованнини — Рудольфо
- 1993 — «Эти свободные бабочки» Леонарда Герша — Дон Бейкер
- 1995 — «Женитьба» Н. В. Гоголя — Илья Фомич Кочкарёв
- 1996  — «Кин IV» Г. И. Горина — принц Уэльский
- 1997 — «Домовой» Эдуарда Вильде (реж. А.-Э. Керге) — Тийт Пийбелехт
- 1997 — «Капризы Марианны» А. де Мюссе — Оттавио
- 1998 — «Бульвар заходящего солнца» (реж. Р. Виктюк) — Джо
- 1999 — «Укрощение строптивых» по пьесе У. Шекспира «Укрощение строптивой» (реж. Г. Коротков) — Петруччо
- 1999 — «Пересечение с главной дорогой» Яана Тятте (реж. Я. Аллик) — Роланд Ряйм
- 2000 — Идиот Ф. М. Достоевского (реж. Ю. Еремин) — князь Лев Николаевич Мышкин
- 2000 — «Французские страсти на подмосковной даче» Людмилы Разумовской (реж. Ю. Николаев) — Сергей Иванович
- 2002 — «Гроза» А. Н. Островского (реж. М. Мокеев) — Кулигин
- 2002 — «Свидания в июне» по рассказам А. П. Чехова (реж. М. Бычков) — Ломов
- 2003 — «Призрак любви» Педро Кальдерона (реж. Г. Тростянецкий) — Дон Мануэль
- 2003 — «Тойбеле и её демон» Исаака Башевича-Зингера (реж. М. Бычков) — Алхонон
- 2003 — «Голая правда» Эрика-Эмманюэля Шмитта (реж. В. Петров) — Дени Дидро
- 2005 — «Счастливых будней!» Яана Тятте (реж. Р. Баскин) — Фред
- 2006 — «Русский смех» по произведениям Ф. М. Достоевского (режиссёр Р. Козак) — Семён Семёнович, он же Первый
- 2006 — «Как вам это понравится» Уильяма Шекспира — герцог Фредерик
- 2007 — «Опасные связи» Пьера Шодерло де Лакло (реж. М. Чумаченко) — Виконт де Вальмон
- 2008 — «Костюмер» Рональда Харвуда (реж. Р. Баскин) — Норман
- 2008 — «Горе от ума» А. С. Грибоедова (реж. Ю. Ерёмин) — Александр Андреевич Чацкий
- 2009 — «Дон Жуан» Мольера (реж. М. Бычков) — Дон Жуан
- 2010 — «Фредерик, или Бульвар преступлений» Эрика-Эмманюэля Шмитта (реж. С. Морозов) — Фредерик Леметр
- 2011 — «Пять вечеров» А. М. Володина (реж. А. Кладько) — Ильин
- 2012 — «Одна летняя ночь в Швеции» Эрланда Юзефсона (реж. И. Таска) — Тарковский
- 2012 — «Остров Полынь» по пьесе Анны Яблонской «Утюги» (постановка Л. Манониной, Санкт-Петербург) — Дядя Ваня, дядя Саши и Коли
- 2013 — «Да, господин премьер-министр» Джонатана Линна и Энтони Джея (реж. И. Таска) — посол Куранистана
- 2014 — «Дядя Ваня» А. П. Чехова (реж. И. Лысов) — Войницкий Иван Петрович[1]
- 2015 — «Враг» по пьесе «Косметика врага» Амели Нотомб — Жером Ангюст
- 2016 — «Последний этаж» Владимира Зайкина (реж. В. Зайкин) — Роман
- 2018 — «Утиная охота» А. Вампилова  — Зилов
- 2018 — «Месяц в деревне» И. С. Тургенева — Аркадий Сергеевич Ислаев
- 2019 — «Олимпия» О. C. Мухиной — отец Алёши
- 2020 — «Моя прекрасная леди» Фредерика Лоу (реж. А. Сигалова) — Профессор Хиггинс
- 2022 — «Обыкновенное чудо» Евгения Шварца — Волшебник[7]
- 2023 — «Фигаро» Бомарше — граф Альмавива[8][1]

### Фильмография
- 1980 — Имя на снегу (телефильм, Харьковская студия)[9] — главная роль
- 1981 — Последнее облако (телефильм, Харьковская студия)[9] — главная роль
- 1981 — Сладкий запах успеха (телефильм, Харьковская студия)[9]
- 1989 — Вход в лабиринт, реж. Валерий Кремнев — эпизод
- 1991 — Обнажённая в шляпе, реж. Александр Полынников — эпизод
- 1992 — Побег на край света — Дар (главная роль)
- 1993 — Он своё получит — каскадёр, постановщик трюков
- 2005—2006 — Никаких других желаний (Елагин остров) (главная роль)
- 2007 — Как скажешь, Александр! / эст. Mis iganes, Aleksander! — степист[10]
- 2009 — Иван Грозный — Андрей Курбский
- 2009—2010 — Ярослав. Тысячу лет назад — Ярослав (главная роль)
- 2012 — Синдром дракона — Малышев
- 2012 — Небесные жёны луговых мари, реж. А. Федорченко (мировая премьера фильма состоялась на Римском кинофестивале) — Саша
- 2013 — На крыльях, реж. Влад Фурман — Кеша
- 2015 — Другая жизнь Маргариты, реж. Анастасия Попова — Георгий Николаевич Аверченко (главная роль)
- 2015 — Взрослые дочери, реж. Андрей Эшпай — Владлен
- 2015 — Как я стал русским, реж. Константин Статский — мистер Эклс
- 2015 — Морские дьяволы. Смерч 3. Ход конём (фильм № 25), реж. Александра Бутько — Георгий Рудь
- 2016 — Дом на краю леса, реж. Валерий Рожнов — Аркадий Евгеньевич
- 2016 — Шелест — Виктор, руководитель агентства недвижимости
- 2016 — «Победа» (короткометражный), реж. Влад Муко (фильм получил специальный приз на кинофестивале «Кыргызстан — Страна Короткометражных Фильмов» в Бишкеке в 2017 году[11])
- 2017 — Мира (короткометражный), реж. Андрей Троицкий
- 2017 — Отель Элеон (60-я серия) — Александр Иванович
- 2019 — Куба. Личное дело — отец Иоанн, настоятель храма
- 2020 — Чужая стая — Анатолий Иванович Жданов, аферист
- 2021 — Вор из Кентервиля — худрук театра
- 2025 — Ювенальный инспектор: тень над Йыхви — капитан милиции

### Танцевальные проекты
Руководитель студии степа «Duff Tap». Участвовал в международных танцевальных проектах в США, Финляндии, Германии, России, Эстонии, Болгарии. Ставил хореографию в эстонских мюзиклах «Лавка ужасов», «Чикаго», «Crazy for you», «No, no, Nanette!». В 2005, 2006, 2008 годах участвовал со своей студией в Чемпионате мира по степу, проходящему в г. Риза, Германия. Студия занимала призовые места.
В 1995—2007 годах и в 2010 году являлся организатором, продюсером и ведущим ежегодного концерта «Jazz&Tap Show», посвящённого Международному Дню степа (Таллин, Эстония). В концертах принимали участие звезды степа мирового масштаба: Б. Даффи, Г. Алонсо, О. Розенкрантц, М. Поллак и др.

### Творчество фотохудожника
В возрасте 50-ти лет Александр Ивашкевич увлёкся фотографией. К 2025 году насчитывается 27 его индивидуальных и 14 коллективных выставок в странах Европы, участие в «Biennale Fondazione Modigliani» в Венеции, публикации в журналах в Эстонии и за рубежом. Имеет призы и награды в области международной художественной фотографии, его работы находятся в частных коллекциях в Германии, Италии, Латвии, Нидерландах, Норвегии, России, Швеции, Великобритании и США. Основные виды работ Ивашкевича — портретная и будуарная фотография.

### Награды, премии, звания, номинации
- 2000 — Премия «Лучшая мужская роль» за роль князя Мышкина в спектакле «Идиот» (реж. Ю. Еремин), Союз театральных деятелей Эстонии[16].
- 2001 — Премия «Железная роза» на международном театральном фестивале в Тарту за роль князя Мышкина в спектакле «Идиот»[4].
- 2003 — Приз зрительских симпатий «Любимый актёр сезона 2003/2004», Русский театр Эстонии.
- 2004 — «Лучший актёр года», Русский театр Эстонии.
- 2004 — Наиболее профессиональная работа, IV Республиканский фестиваль детских и молодёжных музыкальных театров, Таллин, Эстония.
- 2011 — Номинация в категории «Лучшая мужская роль» на 19-м международном кинофестивале актёров кино «Созвездие».
- 2011 — Премия «За правдивое и талантливое воплощение образа Ярослава Мудрого» в фильме «Ярослав. Тысячу лет назад», Кострома, Россия.
- 2012 — Приз «Лучший актер кинофестиваля» за роль в фильме «Ярослав. Тысячу лет назад» на ХХ Международном детском кинофестивале «АРТЕК», Крым, Артек.
- 2012 — Специальный приз за «Лучшую балетмейстерскую работу» за хореографию «Libertango» на IV молодёжном фестивале-конкурсе «Чечётка-2012», Ярославль, Россия.
- 2013 — Премия фонда «Благовест» за роли в спектаклях «Пять вечеров» и «Одна летняя ночь в Швеции».
- 2013 — Наградной кинжал «Ярослав Мудрый» от Союза меценатов Ярославии за роль Ярослава Мудрого в фильме «Ярослав. Тысячу лет назад».
- 2013 — Диплом мэрии города Ярославля за «Яркое раскрытие образа Ярослава Мудрого» в фильме «Ярослав. Тысячу лет назад».
- 2014 — Орден «Белой звезды» пятой степени «За особые заслуги в области культуры», Эстония[17].
- 2014 — Орден «Мир и дружба» от Гильдии актёров кино России и Московского фонда мира.
- 2018 — Знак «За заслуги перед Таллином» от Таллинской городской управы[18].
- 2019 — Номинация на премию за лучшую мужскую роль за роль Нилова в пьесе А. Вампилова «Утиная охота»

## Семья
- Первая жена — Любовь Агапова[эст.] (род. 1956), актриса Русского театра Эстонии[1].
- Вторая жена (с 2010 года) — Терье Кросс (род. 1971), предпринимательница[19].